# سرخس نقره‌ای
سرخس نقره‌ای (نام علمی:  Cyathea dealbata) نام یکی از گونه‌های سردهٔ سرخس است. ارتفاع درخت به ۱۰ متر می‌رسد.
برگ سرخس نقره‌ای گل ملی کشور زلاندنو است.